# Autoserica laticrus
Autoserica laticrus är en skalbaggsart som beskrevs av Moser 1915. Autoserica laticrus ingår i släktet Autoserica och familjen Melolonthidae. Inga underarter finns listade.